# سد بالور
سد بالور (به پرتغالی: Barragem de Belver) یک سد، میراث فرهنگی و نیروگاه برقابی در پرتغال است که در Gavião e Atalaia واقع شده‌است.